# Hiroko Mima
Hiroko Mima (美馬寛子 Mima Hiroko, nascida em 5 de dezembro de 1986, em Tokushima, Japão) é  uma modelo eleita Miss Japão 2008. Ela foi classificada ao Top 15 no Miss Universo 2008.
Quando participou do Miss Japão, Hiroko estudava estudava Educação Física na Universidade Nihon. Atualmente além de trabalhar como modelo, ela dá aulas de etiqueta e beleza. 